# Mihail Faerberg
Mihail Faerberg (în rusă Михаил Фаерберг; n. 23 septembrie 1946, Rîbnița, RSS Moldovenească, URSS – d. 23 decembrie 2019, Kurgan, Regiunea Kurgan, Rusia) a fost un medic sovietic și rus, „Doctor emerit” al Rusiei. 

## Biografie
S-a născut în orașul Rîbnița din același raion, RSS Moldovenească (URSS). În 1964 a absolvit școala Nr. 43 din Odesa, după școală a lucrat ca însoțitor de ambulanță.
În 1972 a absolvit Institutul Medical de Stat din Tiumen, combinând studiile cu consultații ambulatorii. A lucrat ca preparator la Departamentul Institutului Medical de Stat din Tomsk.
În anii 1973-1979 a fost obstetrician-ginecolog la spitalul Nr. 2 al orașului Kurgan.
În 1979-2009 a fost medicul-șef al maternității Nr. 1 din Kurgan, ostetrician-ginecolog de cea mai înaltă categorie. A fost membru al comitetului executiv al mișcării „Medicii lumii pentru prevenirea războiului nuclear”.
În anii 2007-2010 a fost membru al Camerei Publice a orașului Kurgan din prima și a doua legislaturi.
Ulterior a lucrat în instituția municipală „Policlinica orașului Nr. 4” din Kurgan, mai întâi ca ginecolog, apoi în activități administrative..
A murit pe 23 decembrie 2019 în Kurgan. Familia a decis incinerarea decedatului.

## Distincții și titluri
- 1998: Doctor onorat al Federației Ruse
- Medalia de Onoare și Diploma Societății de Obstetricieni și Ginecologi „Pentru o contribuție personală deosebită la dezvoltarea obstetricii și ginecologiei în Federația Rusă”
- Certificat de merit al Ministerului Sănătății